# Ectophasia brachyptera
Ectophasia brachyptera là một loài ruồi trong họ Tachinidae.